# Gunter Damisch

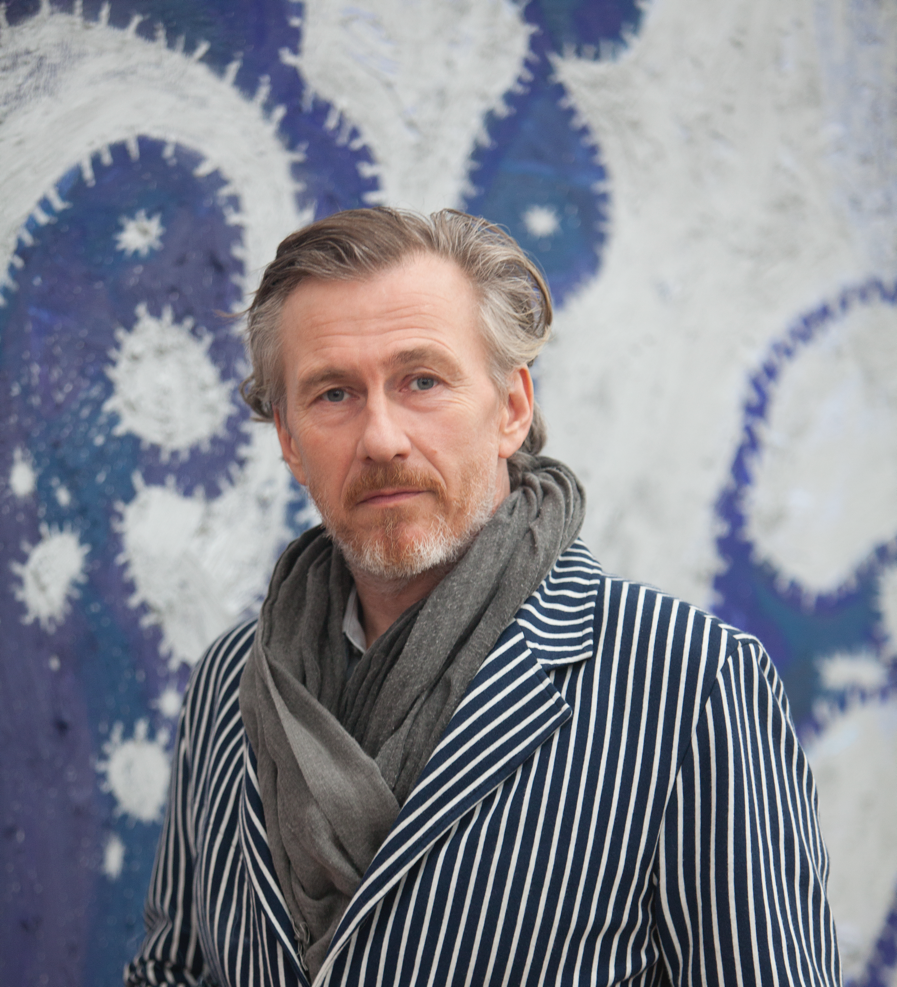
Gunter Damisch in seinem Atelier, Wien 2010

Gunter Damisch (* 20. Mai 1958 in Steyr; † 30. April 2016 in Wien) war ein österreichischer Maler und Plastiker. Er gehört zu den Neuen Wilden.

## Leben
Gunter Damisch besuchte das Musikgymnasium Linz und studierte dann einige Semester Medizin und Germanistik und Geschichte. Nach einem Besuch der Internationalen Sommerakademie für Bildende Kunst Salzburg bei Claus Pack studierte er von 1978 bis 1983 an der Akademie der Bildenden Künste Wien bei Maximilian Melcher und Arnulf Rainer. Im Jahr 1992 übernahm er eine Gastprofessur an der Wiener Akademie (Meisterklasse für Grafik) in Wien, seit 1998 war er dort Ordentlicher Professor. Zu seinen ehemaligen Studenten gehört Andreas Werner.
In den 1980er Jahren war Damisch Mitglied der Wiener Punkband Molto Brutto, wo er Bass und Orgel spielte.
Gunter Damisch lebte und arbeitete in Wien und Freidegg. Er gehörte „aufgrund seines unverwechselbaren, überzeugend und konsequent formulierten Farben- und Formenrepertoires zu den international bedeutendsten Vertretern österreichischer Gegenwartskunst.“

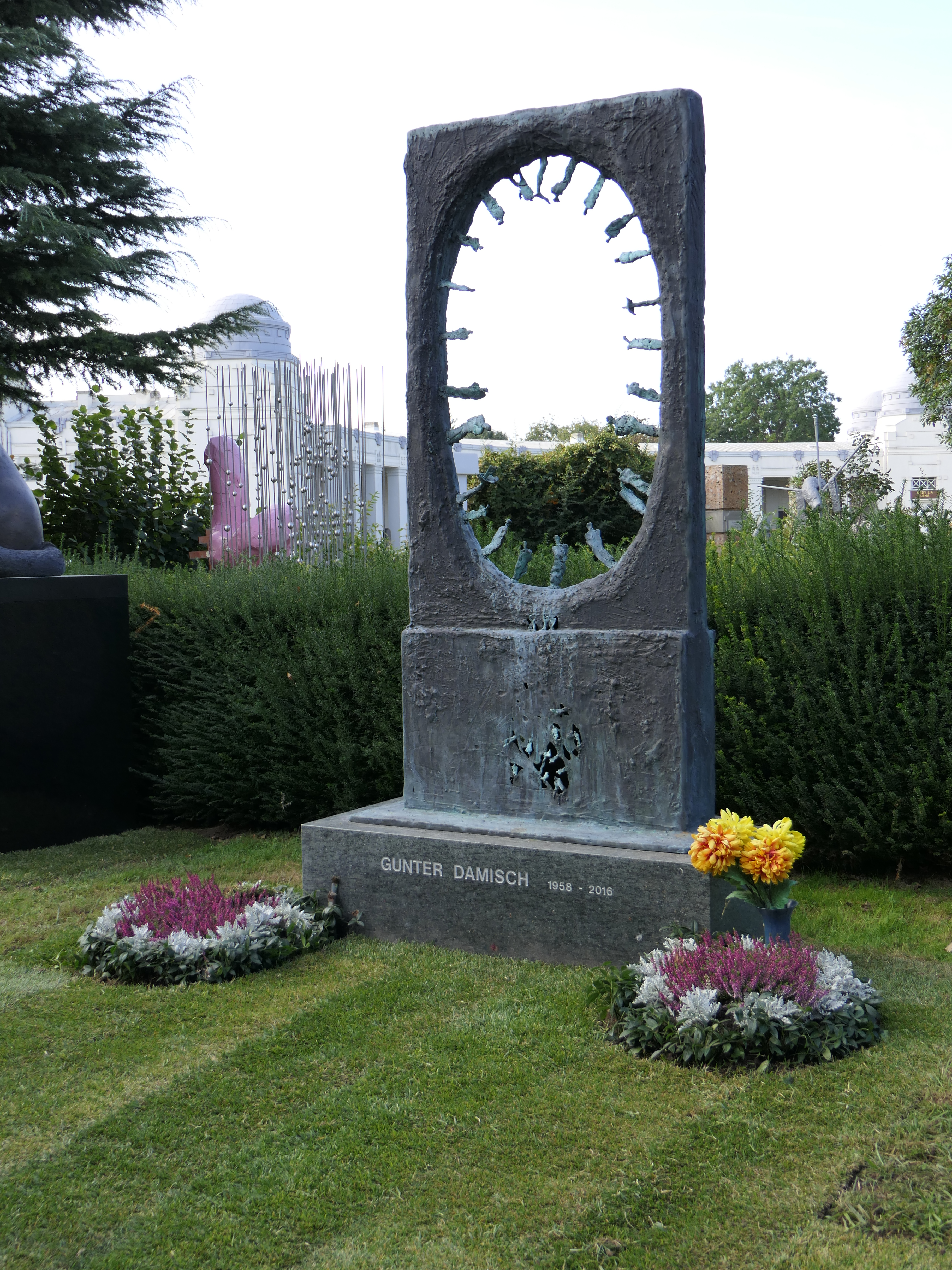
Grab von Gunter Damisch

Im April 2016 erlag er einer Krebserkrankung
und wurde in einem Ehrengrab der Stadt Wien auf dem Wiener Zentralfriedhof (Gruppe 33G, Nummer 9) beerdigt.

## Auszeichnungen
- 1983 Römerquelle-Kunstwettbewerb

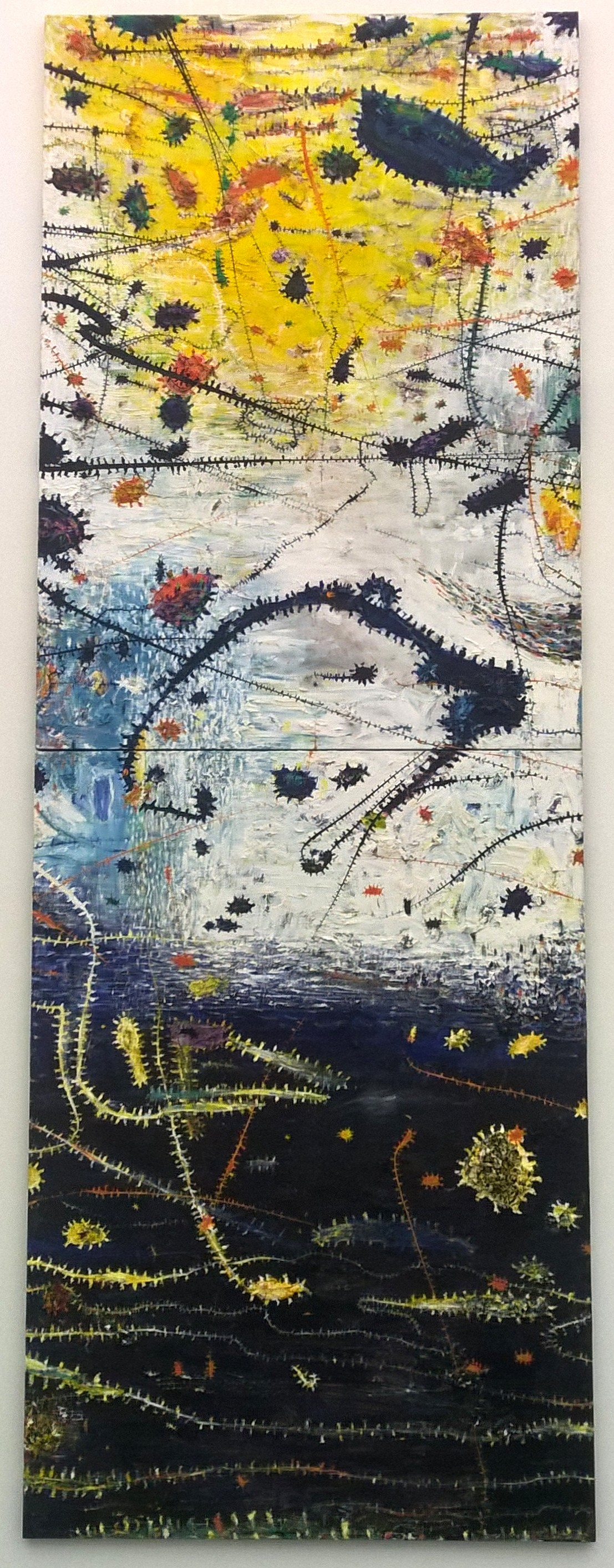
Werk im Lentos Linz

- 1985 Otto-Mauer-Preis, Max Weiler Preis
- 1991 Karl-Rössing-Preis
- 1995 Preis der Stadt Wien für Bildende Kunst
- 1996 Anton-Faistauer-Preis für Malerei des Landes Salzburg
- Preis bei der 2. Internationalen Graphiktriennale, Prag
- 1998 Kulturpreis des Landes Oberösterreich für Bildende Kunst
- 2011 Niederösterreichischer Kulturpreis Würdigungspreis für Bildende Kunst

## Öffentliche Sammlungen

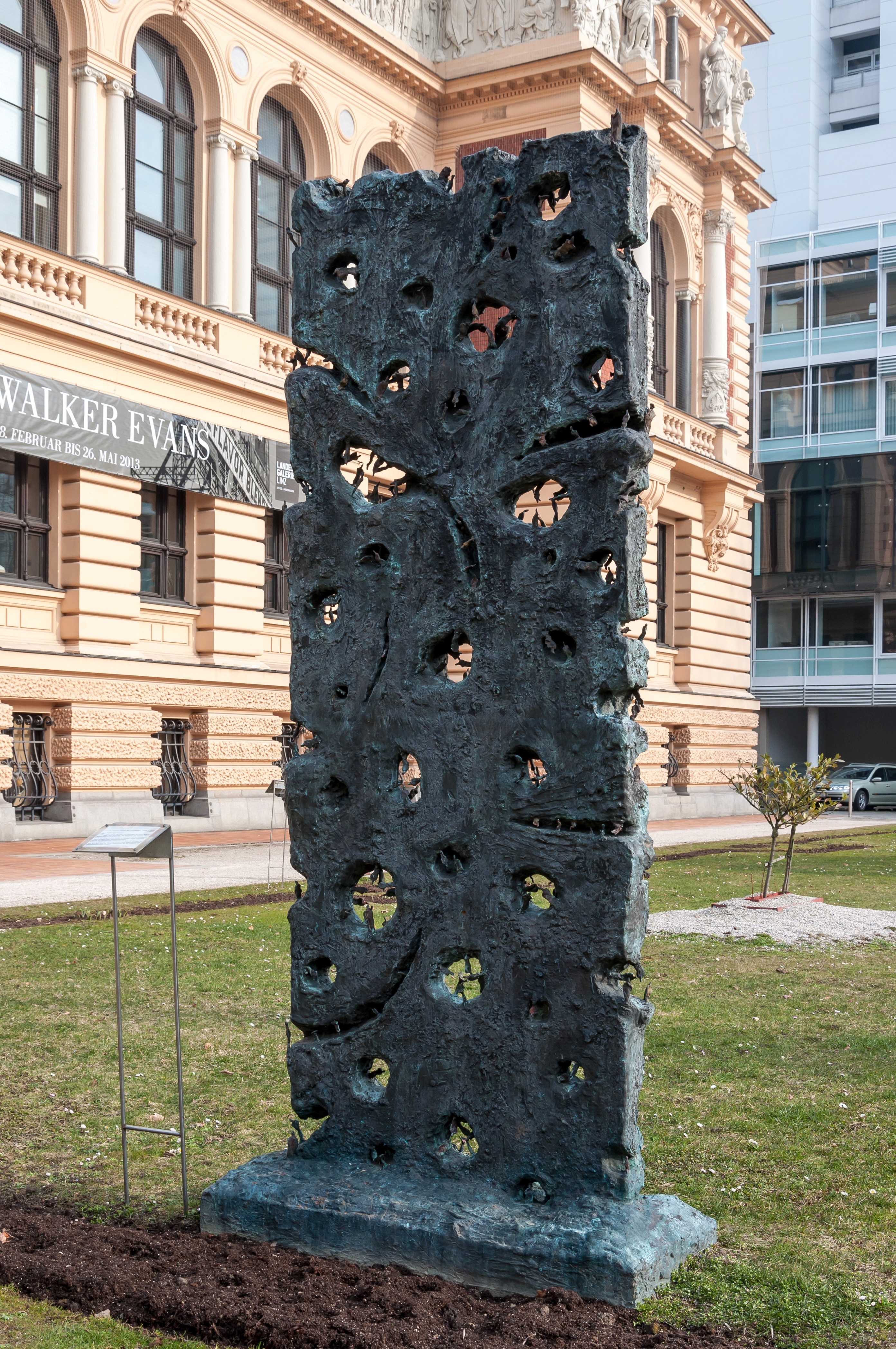
Große Weltlochwand (1992), Linz, Museumsstraße 14

### Deutschland
- Kunsthalle in Emden, Emden

### Österreich
- Sammlung Essl – Kunsthaus, Klosterneuburg
- Landesgalerie am Oberösterreichischen Landesmuseum, Linz
- Niederösterreichisches Landesmuseum, St. Pölten
- Sammlung Ploner, Wien
- Museum Angerlehner, Thalheim bei Wels

## Private Sammlungen

### Deutschland
- Sammlung Würth, Künzelsau[6]